# Duchailluia semoni
Duchailluia semoni är en kackerlacksart som först beskrevs av Krauss 1902.  Duchailluia semoni ingår i släktet Duchailluia och familjen storkackerlackor. Inga underarter finns listade i Catalogue of Life.